# Androdon aequatorialis
El colibrí piquidentado o pico de diente blancuzco (Androdon aequatorialis), también denominado colibrí pico diente, es una especie de ave apodiforme de la familia Trochilidae, la única perteneciente al género monotípico Androdon. Es nativo del extremo sureste de América Central y noroeste de América del Sur.

## Distribución y hábitat
Se distribuye por la región del Chocó desde el extremo oriental de Panamá (Darién), hacia el sur por el oeste de Colombia (desde Chocó), hasta el noroeste de Ecuador (oeste de Pichincha).
Esta especie es un residente común en sus hábitats naturales: el sotobosque de selvas húmedas primarias desde el nivel del mar hasta los 1100 m de altitud. Forrajea desde el estrato bajo hasta el medio del bosque; ocasionalmente es encontrado en los bordes del bosque o en crecimientos secundarios a lo largo de quebradas.

## Descripción

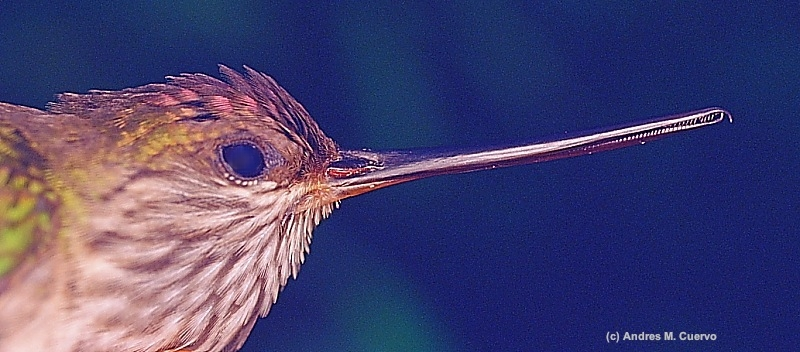
Detalle del pico del macho.

Mide 13,5 cm de longitud y pesa 9 g el macho y entre 5,5 y 7 g la hembra. El pico es negro y muy largo, llega a medir 4 cm, ligeramente recurvado, con leve gancho apical y mandíbula amarilla. La corona y rabadilla son cobrizo-moradas, las supracaudales blancas y negruzcas, la cola gris es redondeada, con ápice blanco; las partes inferiores son blancuzcas estriadas de negruzco y las partes superiores verdes. La hembra es como el macho, pero sin el gancho en el pico, con la corona más apagada y menos estriada por debajo.

## Comportamiento

### Alimentación
Su dieta se compone del néctar de flores de arbustos y epífitas tales como Ericaceae y Gesneriaceae. También se alimenta de pequeños insectos, el pico serrado está perfectamente adecuado para colectar sus principales presas, arañas, en hojas, cavidades en barrancos o agujeros estrechos; ocasionalemente, busca por presas con su pico ganchudo en hojas muertas retorcidas.

### Vocalización
El canto es una frase repetida continuamente, de timbre alto, generalmente con tres notas «tsi-tsii-tsek...tsi-tsii-tsek...» con más énfasis en la segunda, dada con más frecuencia en el lek donde se agrupan varios machos. Mientras se alimenta o en vuelo da un reclamo corto y repetido, como un zumbido «tzek».

## Sistemática

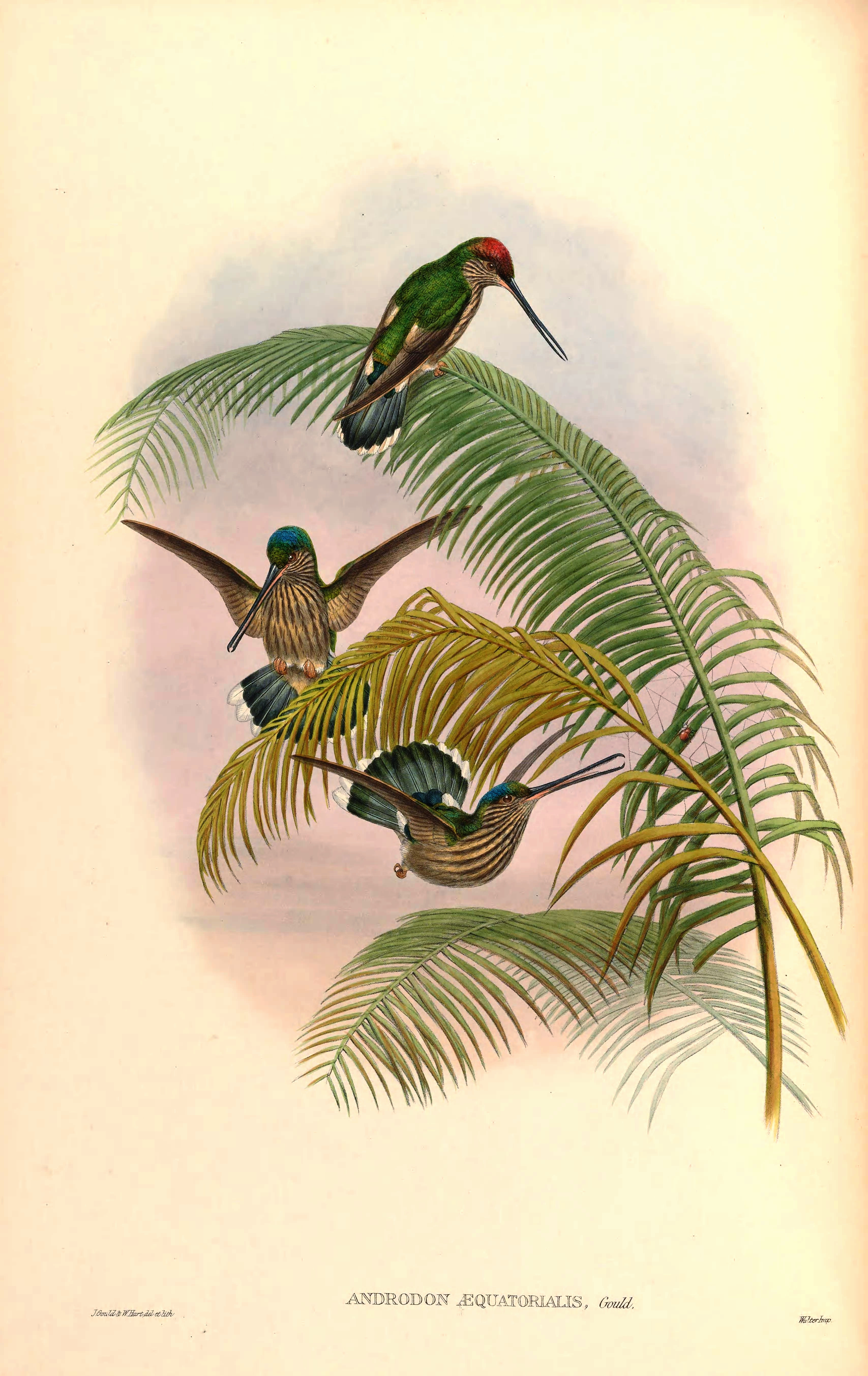
Androdon aequatorialis, ilustración de Gould y Hart en Hummingbirds, 1902.

### Descripción original
La especie A. aequatorialis y el género Androdon fueron descritos por primera vez por el ornitólogo británico John Gould en 1863 bajo el mismo nombre científico; la localidad tipo es «Ecuador».

### Etimología
El nombre genérico masculino «Androdon» se compone de las palabras del griego «anēr, andros» que significa ‘hombre’, y «odous, odōn» que significa ‘diente’; y el nombre de la especie «aequatorialis», en latín se aplica comúnmente a especies originarias de Ecuador.

### Taxonomía
Es monotípica.